# Champion (Namur)
Champion (Tchampion in vallone) è una località di Namur, in Belgio.
Comune autonomo fino al 1977, è stato poi unito a Namur.
Nel locale cimitero militare sono sepolti i resti dei soldati belgi e francesi caduti durante la prima guerra mondiale.
Vi ha sede la casa madre e generalizia della congregazione delle Suore della Provvidenza e dell'Immacolata Concezione.
Ha dato il nome al villaggio di Champion presso Green Bay, nel Wisconsin.